# Szekszárd
Szekszárd este un oraș în Ungaria. Este reședința județului Tolna și unul dintre cele 23 orașe cu statut de comitat ale țării.
Aici s-a născut scriitorul Mihály Babits.

## Demografie
Componența etnică a municipiului Szekszárd
     Maghiari (91,43%)
     Germani (4,94%)
     Romi (2,2%)
     Necunoscut (0,78%)
     Alții (0,65%)
Componența confesională a municipiului Szekszárd
     Romano-catolici (37,53%)
     Fără religie (22,63%)
     Reformați (7,16%)
     Luterani (2,44%)
     Atei (1,51%)
     Necunoscută (28,49%)
     Alte religii (1,56%)
Conform recensământului din 2011, orașul Szekszárd avea 33.485 de locuitori. Din punct de vedere etnic, majoritatea locuitorilor (91,43%) erau maghiari, existând și minorități de germani (4,94%) și romi (2,2%). Apartenența etnică nu este cunoscută în cazul a 0,78% din locuitori. Nu există o religie majoritară, locuitorii fiind romano-catolici (37,53%), persoane fără religie (22,63%), reformați (7,16%), luterani (2,44%) și atei (1,51%). Pentru 28,49% din locuitori nu este cunoscută apartenența confesională.